# بنديكت زوكرمان
بنديكت زوكرمان (بالألمانية: Benedikt Zuckermann)‏ (و. 1818 – 1891 م) هو رياضياتي، وعالم فلك، وأمين مكتبة، وكاتب عمومي، وأستاذ جامعي، وكاتب من ألمانيا . ولد في فروتسواف.
توفي في فروتسواف، عن عمر يناهز 73 عاماً.